# Quiz Show
Quiz Show és una pel·lícula estatunidenca inspirada en una història verdadera, dirigida per Robert Redford i estrenada el 1994. Està basat en les memòries de Richard N. Goodwin, Remembering America: A Voice From the Sixties, i Paul Attanasio en va fer l'adaptació. Els protagoinistes foren John Turturro, Rob Morrow i Ralph Fiennes, amb Paul Scofield, David Paymer, Hank Azaria i Christopher McDonald en papers secundaris.

## Argument
Finals dels anys 50, Charles Van Doren esdevé una estrella en el famós joc televisat Twenty One  eliminant Herbert Stempel, fins aleshores invicte. Però... és tot normal?

## Repartiment
- John Turturro: Herbie Stempel
- Rob Morrow: Dick Goodwin
- Ralph Fiennes: Charles Van Doren
- Paul Scofield: Mark Van Doren
- David Paymer: Dan Enright
- Hank Azaria: Albert Freedman
- Christopher McDonald: Jack Barry
- Johann Carlo: Toby Stempel
- Elizabeth Wilson: Dorothy Van Doren
- Allan Rich: Robert Kintner
- Mira Sorvino: Sandra Goodwin
- George Martin: el president
- Paul Guilfoyle: Lishman
- Griffin Dunne: el comptable
- Michael Mantell: Pennebaker

## Al voltant de la pel·lícula
- Cal destacar els cameos d'Ethan Hawke (un estudiant), Calista Flockhart (una filla de Barnard) i dels directors Martin Scorsese (Martin Rittenhome) i Barry Levinson (Dave Garroway).
- Steven Soderbergh havia de dirigir-la, amb Tim Robbins al paper de Charles Van Doren.

## Premis i nominacions

### Premis
- BAFTA al millor guió adaptat

### Nominacions
- BAFTA a la millor pel·lícula
- BAFTA al millor actor secundari Paul Scofield
- Oscar a la millor pel·lícula
- Oscar al millor director per
- Oscar al millor guió adaptat
- Oscar al millor actor secundari
- Globus d'Or a la millor pel·lícula dramàtica
- Globus d'Or al millor guió
- Globus d'Or al millor director
- Globus d'Or al millor actor secundari